# Pata
Una pata es una extremidad o apéndice del cuerpo de un animal que sostiene el resto del cuerpo para permitir su traslado por tierra. Se trata de estructuras pares y articuladas. Estrictamente, solo poseen patas los vertebrados tetrápodos y los artrópodos (y grupos menores relacionados con ellos como los tardígrados y los onicóforos).

## En los vertebrados

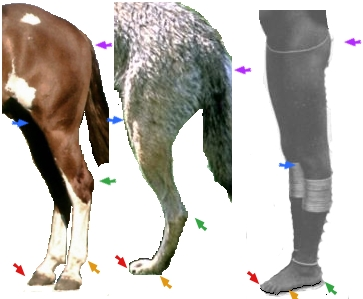

Las patas aparecieron en los animales vertebrados como un medio de locomoción fuera del agua en el período Cámbrico de la era Paleozoica. En los protoanfibios, se desarrollan  a partir de una modificación de las aletas, probablemente debido a la necesidad de los peces que vivían en aguas poco profundas de trasladarse entre distintos cuerpos de agua.
El primer animal con patas del que se tiene constancia es el Tiktaalik roseae, que vivió hace 383 millones de años en ambientes continentales de lagunas y ríos. Con un cuerpo alargado y un hocico más alargado que el de los peces, poseía aletas con hombros, codos  y muñecas. Su descripción fue publicada el 6 de abril de 2006 por Edward Daeschler, de la Academia de Ciencias Naturales de Estados Unidos y Neil Shubin, de la Universidad de Chicago, en la revista científica Nature.
Los vertebrados descendientes de estos primeros anfibios forman el grupo denominado tetrápodos (Tetrapoda), que significa «cuatro patas».

### Pérdida de las patas

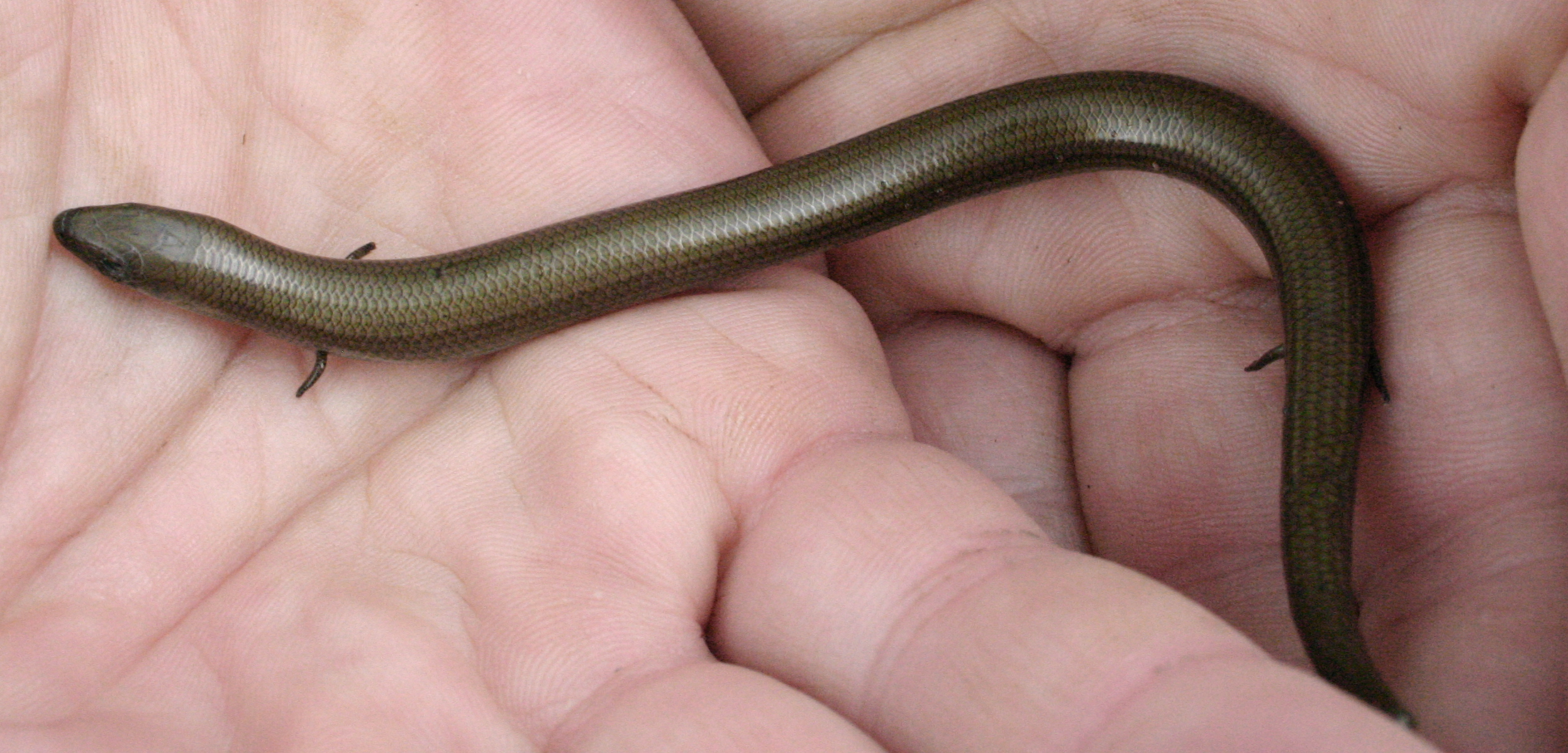
Un eslizón mostrando sus diminutas patas.

A la inversa, las patas pueden ser perdidas en el curso de la evolución. En el caso de las serpientes, se conoce el fósil de una especie que aún tenía unas atrofiadas patas traseras, denominada Najash rionegrina. Se cree que las extremidades de este vertebrado, que vivió hace 92 millones de años (en el período Cretácico) y medía entre uno y dos metros de largo, le servían para afirmarse en el suelo al atacar. Sus fémures, bien desarrollados, indican que los antecesores de este animal tuvieron patas completamente desarrolladas. El descubrimiento de este espécimen, en la localidad argentina de La Buitrera, a 80 kilómetros de la ciudad de Cipolletti, demostró que la transición entre lagartos y serpientes tuvo lugar en tierra, y no en ambientes acuáticos.
El fenómeno no es único ya que se ha producido repetidas veces entre los tetrápodos, por un proceso de evolución convergente: las culebrillas ciegas (Amphisbaenia) son auténticos lagartos que han perdido sus patas a lo largo de la evolución. Los luciones y eslizones son también lagartos con las patas muy reducidas.
Incluso entre los anfibios se ha producido la atrofia de las patas; las cecilias son anfibios ápodos, con un sorprendente parecido superficial con las lombrices de tierra.

## En los artrópodos

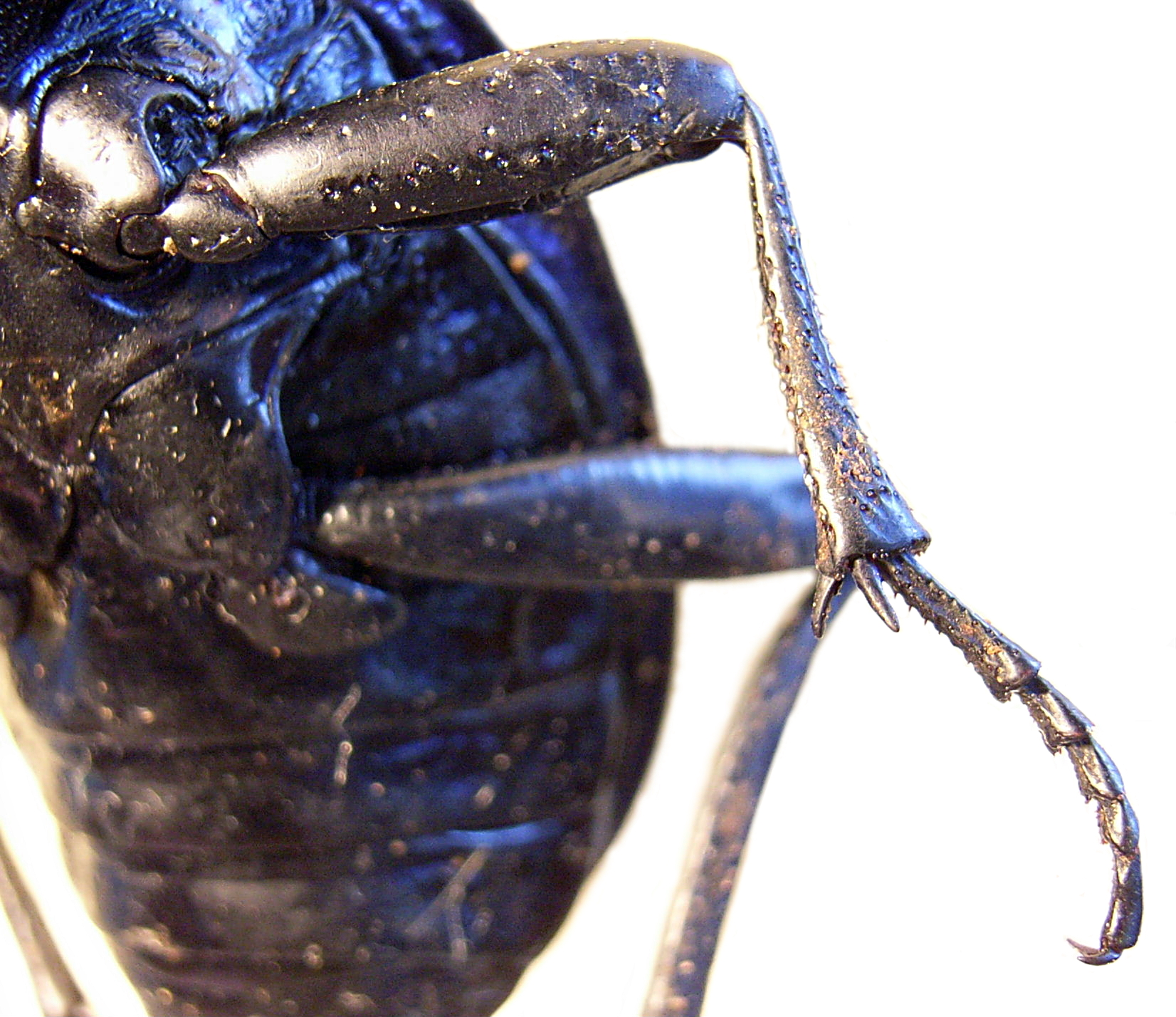
Pata de un coleóptero.

Al contrario de los vertebrados, que tienen solo dos o cuatro patas (aunque algunos pueden utilizar sus colas como una tercera o quinta pata, según el caso), los artrópodos poseen siempre un número mayor; los hexápodos poseen seis, los arácnidos ocho, los crustáceos decápodos diez y los miriápodos (ciempiés y milpiés) poseen decenas o centenares de patas; el récord lo ostenta Illacme plenipes, un diplópodo de California, con 375 pares de patas. En algunos casos las patas poseen expansiones o pelos natatorios que se utilizan para remar y desplazarse en el agua.